# Thalassoma newtoni
 Thalassoma newtoni és una espècie de peix de la família dels làbrids i de l'ordre dels cipriniformes que es troba a Sao Tomé.